# جون (ملك إنجلترا)
جون لاكلاند (بالإنجليزية: John Lackland)، (أوكسفورد 1166 -نوورك، نوتنغهامشاير 1216 م)، ملك إنكلترا الثامن (1199-1216م) خامس أبناء الملك هنري الثاني ملك إنجلترا، تولى الحكم خلفاً لأخيه ريتشارد قلب الأسد.
عام 1200م بعد فترةٍ قصيرةٍ من تتويجه تزوج من «إيزابيل من أنْغُولِم» (Isabelle d'Angoulême)، والتي كانت مخطوبةً لـ«هيو التاسع لوزينيان» (Hugues IX de Lusignan) أحد النبلاء الفرنسيين، وبعمله هذا خالف الأعراف المسيحية، فاشتكى الأخير لملك فرنسا «فيليب أوغست» (Philippe Auguste) الذي استدعى «جون» أمام مجلس النبلاء -بصفته سيداً إقطاعياً على مقاطعةٍ فرنسيةٍ تخضع لملك فرنسا- لكنه تهرّب من الحضور، فانتهز «فيليب أوغست» الفرصة وقرر -بموافقةٍ من المجلس- تجريده من أملاكه الفرنسية (1202م). في محاولةٍ منه لاستعادة أملاكه تحالف مع الإمبراطور الجرماني المقدس «أوتو الرابع»، إلا أن الأخير هُزِم أمام الفرنسيين، ثم هُزم «جون» بدوره في معركة «روش أو موان» (Roche-aux-Moines) في العام نفسه. في السنة التالية أصَّر الملك على رفض تعيين «ستيفن لانغتون» (Stephen Langton) أُسقفاً على كانتربري (Canterbury)، فحلت عليه نقمة البابا، وحُرِم من حقوقه الكَنسِية وأُجبر على وضع مملكته تحت سلطة البابا المعنوية.

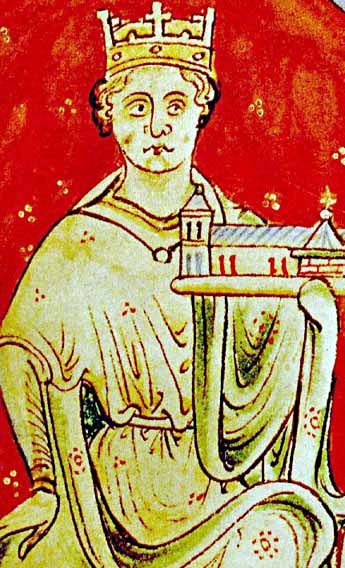
جون ملك إنجلترا

حاول جون إقناع الخليفة الموحدي محمد الناصر بواسطة وفدٍ رسمي لمساعدته ضد التهديد الفرنسي-الباباوي بغزو إنجلترا من جهةٍ ولمواجهة ثورة السادة الإقطاعيين من جهةٍ أخرى في مقابل ولاء وطاعة ملك إنجلترا للسلطان الموحدي، لكن مستشاري الخليفة تجاهلوه ورفضوا الطلب. وتعتبر هذه الحادثة نقطة بداية العلاقات المغربية البريطانية.
كانت لإخفاقات جون الخارجية صدىً سلبيٌ في الداخل (إنكلترا)، بالأخص وأنه أجهَد الشعب بكثرة مطالبه المالية وشروطه التعجيزية، فتعالت الأصوات المعارضة، ولاسيّما بين كبار النبلاء (البارونات). كانت الحكومة الملكية ضعيفةً جداً، وفي غفلةٍ من الأحداث قام النبلاء بالاستيلاء على لندن، وأجبروا الملك على توقيع ما عُرف بـالوثيقة العظمى أو «الماجنا كارتا» (1215م) (بالإنجليزية: Magna Carta) (أصل التسمية لاتينية)؛ الوثيقة الأشهر في القرون الوسطى لما دُعي بعدئذٍ بالحقوق الدستورية. حدَّت (قلصت) هذه الوثيقة من صلاحيات الملك، فحرمته من اعتقال الناس بطريقةٍ تعسفيةٍ (بدون محاكمة). بعد فترةٍ عاد «جون» ليرفض الوثيقة، فاشتعلت نار الحرب الأهلية، وانتهى أمره بأن لقي مصرعه في إحدى المعارك. وكان ذلك نهاية ما يعرف بـالإمبراطورية الأنجوية.

## نشأته (1166-1189)

### طفولته ووراثة أنجيفين
وُلد جون في 24 ديسمبر 1166. ورث والده، هنري الثاني ملك إنجلترا، مناطق واسعة على طول ساحل المحيط الأطلسي – أنجو ونورماندي وإنجلترا – ووسّع إمبراطوريته من خلال غزو بريتاني. طالبت إيليانور، دوقة أكيتاين، والدة جون وصاحبة النفوذ بصورة هزيلة بتولوز وأوفيرن في جنوبي فرنسا، وكانت الزوجة السابقة للويس السابع ملك فرنسا. شكلت أراضي هنري وإليانور الإمبراطورية الأنجوية التي سميت باسم لقب هنري الأبوي كونت أنجو، وبشكل أكثر تحديدًا، مقعده في أنجيه. ومع ذلك، كانت الإمبراطورية هشة بطبيعتها: على الرغم من أن جميع الأراضي كانت تدين بالولاء لهنري، كان لكل من الأجزاء المختلفة تاريخها وتقاليدها وبُناها الإدارية الخاصة. تتضاءل إلى حد كبير سلطة هنري في المقاطعات مع انتقال المرء جنوبًا عبر آنجو وأكيتان وبالكاد تشبه المفهوم الحديث للإمبراطورية. أخذت بعض العلاقات التقليدية بين أجزاء من الإمبراطورية مثل نورماندي وإنجلترا تتلاشى ببطء مع مرور الوقت. ولم يكن واضحًا ماذا سيحدث للإمبراطورية بعد وفاة هنري. على الرغم من أن عُرف البكورة، الذي يرث بموجبه الابن البكر جميع أراضي والده، كان ينتشر ببطء في جميع أنحاء أوروبا، فقد كان أقل شعبية بين ملوك النورمان في إنجلترا. اعتقد معظمهم أن هنري سيقسّم الإمبراطورية ويمنح كل ابن جزءًا معقولًا، وكانوا يأملون ان أولاده سيواصلون العمل سويًا كحلفاء بعد وفاته. زاد من تعقيد الأمور احتفاظ هنري بمعظم الإمبراطورية الأنجوية كمقطع لا أكثر لملك فرنسا في الخط المنافس لأسرة كابيه. تحالف هنري في أغلب الأحيان مع الإمبراطور الروماني المقدس ضد فرنسا مما جعل العلاقة الإقطاعية أكثر صعوبةً.
بعد ولادته بفترة قصيرة، انتقل جون من إليانور إلى رعاية مرضعة، وقد كانت هذه ممارسة تقليدية لدى العائلات النبيلة في العصور الوسطى. غادرت إليانور بعد ذلك إلى بواتييه، عاصمة أكيتاين، وأرسلت جون وأخته جوان شمالًا إلى دير فونتيفرولت. ربما قامت بذلك من أجل توجيه ابنها الأصغر، دون وراثة واضحة، نحو مهنة كنسية مستقبلية. أمضت إليانور السنوات القليلة التالية تتآمر ضد هنري ولم يلعب أي من الوالدين دورًا في نشأة جون. من المحتمل أن جون كان، مثل أخوته، قد عُيّن قاضيًا أثناء وجوده في فونتيفرولت، إذ كان مدرسًا مكلفًا بتعليمه المبكر وإدارة حاشية منزله المباشر، تلقى جون تعليمه في وقت لاحق على يدي رانولف دي جلانفيل، وهو مدير إنجليزي رائد. أمضى جون بعض الوقت كعضو في منزل شقيقه الأكبر هنري الملك الشاب، حيث من المحتمل أنه تلقى تعليمًا في الصيد والمهارات العسكرية.
كان جون قصيرًا نسبيًا، إذ بلغ طوله نحو 5 أقدام و5 بوصات (1.65 متر)، مع «جسم قوي وبصدر برميلي» وبشعر أحمر داكن، وكان يبدو لمعاصريه مثل أحد سكان بواتو. استمتع جون بالقراءة وأقام، ما كان أمرًا غير معتاد في تلك الفترة، مكتبة متنقلة من الكتب. وكان يستمتع بالمقامرة، ولا سيما في لعبة الطاولة، وكان صيادًا متحمسًا حتى بمعايير العصور الوسطى. كان يحب الموسيقى ولو أنه لم يكن يحب الأغاني. أصبح جون «خبيرًا في المجوهرات» وأنشأ مجموعةً كبيرة واشتهر أيضًا بملابسه الفخمة وأيضًا، وفقًا للمؤرخين الفرنسيين، بعقشه للنبيذ السيئ. مع نمو جون، بات معروفًا في بعض الأحيان بكونه «لطيفًا وذكيًا وكريمًا ومضيافًا»، وفي لحظات أخرى قد يكون غيورًا ومفرطًا في حساسيته وعرضة لنوبات انفعال و«عض أصابعه وقضمها» في نوبة غضب.

### نشأته
خلال سنوات جون الباكرة، حاول هنري حسم مسألة خلافته. تُوّج هنري الملك الشاب ملكًا على إنجلترا في عام 1170، إلا ان والده لم يمنحه أية سلطات رسمية، ووُعد أيضًا بنورماندي وأنجو كجزء من ميراثه المستقبلي. عُيّن شقيقه ريتشارد كونت بواتو مع سيطرة على أكيتاين، في حين أصبح شقيقه جيفري دوق بيرتاني. في هذا الوقت بدا من غير المحتمل أن يرث جون في أي يوم أراض واسعة، ومنحه والده على سبيل النكتة لقب «المفتقر للأرض».
أراد هنري الثاني تأمين الحدود الجنوبية لأكيتاين وقرر أن يخطب لابنه الأصغر ألايس، ابنة ووريثة هامبرت الثالث من سافوي. كجزء من هذه الاتفاقية وُعد جون بوراثة مستقبلية لسافوي وبيدمونت وموريان وغيرها من مستعمرات الكونت هامبرت. من جانبه في تحالف الزواج المحتمل، نقل هنري قلاع تشينون ولودون وميريبو إلى اسم جون، ونظرًا إلى أن جون كان يبلغ من العمر الخامسة فقط استمر والده في السيطرة عليها لأغراض عملية. لم يثر هذا إعجاب هنري الملك الشاب، وعلى الرغم من أنه لم يُمنح سيطرة على أية قلاع في مملكته الجديدة، كانت القلاع تلك عمليًا ممتلكاته المستقبلية وجرى التخلي عنها دون استشارة. قامت ألايس برحلة فوق جبال الألب وانضمت إلى بلاط هنري الثاني، إلا أنها توفيت قبل أن تتزوج جون، الأمر الذي ترك الأمير مرة أخرى دون وراثة.
في عام 1173 تمرد أخوة جون الأكبر سنًا، بدعم من إليانور، ضد هنري في تمرد قصير الأجل منذ عام 1173 حتى عام 1174. مع تزايد غضبه من منصبه التابع لهنري الثاني وتزايد قلقه من أن يمنح جون أراض وقلاعًا إضافية على حسابه، سافر هنري الملك الشاب إلى باريس وتحالف مع لويس السابع. شجعت إليانور، التي غضبت من تدخل زوجها المتواصل في أكيتاين، ريتشارد وجيفري على الانضمام إلى شقيقهما هنري في باريس. انتصر هنري الثاني على تحالف أبنائه، غير أنه كان كريمًا معهم في تسوية السلام المتفق عليها في مونتلويس. سُمح لهنري الملك الشاب بالسفر على نطاق واسع في أوروبا مع فرسان بيته، ومُنحت أكيتاين من جديد إلى ريتشارد وسُمح لجيفري بالعودة إلى بريتاني، سُجنت إليانور فقط لدورها في الثورة.
أمضى جون الصراع مسافرًا إلى جانب والده، ومُنح مستعمراتٍ واسعة على امتداد الإمبراطورية الأنجوية كجزء من تسوية مونتلويس. منذ ذلك الحين فصاعدًا، اعتبر معظم المراقبين أن جون هو الطفل المفضل لهنري الثاني، على الرغم من أنه كان الأبعد عن الخلافة الملكية. بدأ هنري الثاني يجد المزيد من الأراضي لجون، وكان معظمها على حساب العديد من النبلاء. في عام 1175، استولى على ملكيات إيرل كورنوول الراحل وأعطاها لجون. في العام التالي، حرَم هنري شقيقات إيزابيلا من غلوسستر، خلافًا للعرف القانوني، وخطب لجون إيزابيلا التي باتت في تلك الآونة غنية جدًا. في عام 1177، في مجلس أوكسفورد استبعد هنري ويليام فيتزألدليم كسيد لإيرلندا ووضع مكانه جون البالغ من العمر عشر سنوات.
خاض هنري الملك الشاب حربًا قصيرة مع شقيقه ريتشارد في عام 1183 حول مكانة إنجلترا ونورماندي وأكيتاين. تحرك هنري الثاني لدعم ريتشارد، وتوفّي هنري الملك الشاب إثر مرض الزحار في نهاية الحملة. مع وفاة وريثه الأساسي، أعاد هنري ترتيب خطط الخلافة: كان من المقرر أن يصبح ريتشارد ملكًا على إنجلترا، وإن كان ذلك دون أي سلطة فعلية حتى وفاة والده، وأن يحتفظ جيفري ببريتاني وأن يصبح جون عندها دوق أكيتاين بدلًا من ريتشارد. رفض ريتشارد التخلي عن أكيتاين وغضب هنري الثاني وأمر جون، مع مساعدة من جيفري، بالسير جنوبًا واستعادة الدوقية بالقوة.